# 楼烦郡 (唐朝)
楼烦郡，中国唐朝时设置的郡。
唐玄宗天宝元年（742年），改岚州置楼烦郡。治所在宜芳县（今山西省岚县北）。下辖宜芳县、静乐县（今山西省静乐县）、合河县（今山西省兴县西）、岚谷县（今山西省岢岚县）。唐肃宗乾元元年（758年）复改为岚州。